# Элк
Элк (пол. Ełk, нем. Lyck, прусск. Luks, Łek) — город на северо-востоке Польши, входит в Элкский повет, Варминьско-Мазурское воеводство. Имеет статус городской гмины. Занимает площадь 21,05 км². Население — 61 523 жителя (по состоянию на 2018 год). Элк является столицей округа Элк. Он расположен на берегу озера Элк, которое было сформировано ледником, и окружен лесами. Это самый крупный город, и по мнению многих, является столицей региона Мазурия. Одна из его главных достопримечательностей является охота, которая осуществляется в обширных лесах.
С деревней Турово Элк связан узкоколейной железной дорогой.

## Достопримечательности
- Элкский замок — замок Тевтонского ордена;
- Церковь святых апостолов Петра и Павла — православная церковь;
- Кафедральный Элкский собор св.Войцеха 1853 года.
- Лютеранская церковь Святого Сердца 1847, 1920
- Баптистская церковь 1908 г.
- Военные кладбища I Мировой войны (российских и немецких солдат)
- Римско-католическое кладбище XIX в.
- Муниципальное и военное кладбище
- Городской парк
- Элкская железная дорога — система коммуникаций 1905, 1913, 1951 г.
- Городская площадь 1445, XIX

## Фотографии

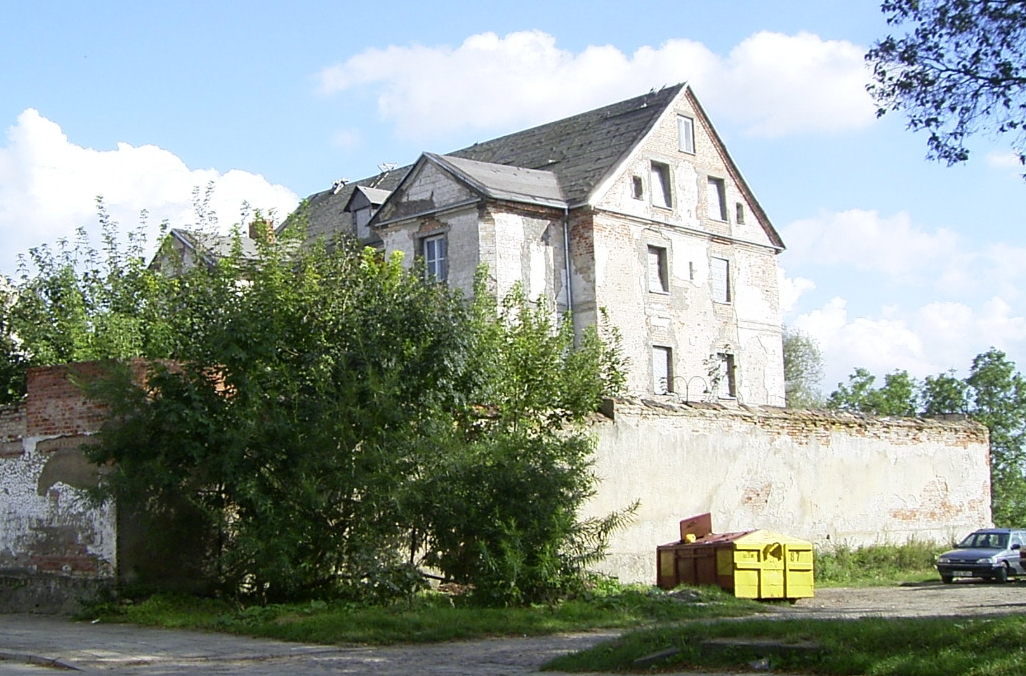
Руины замка
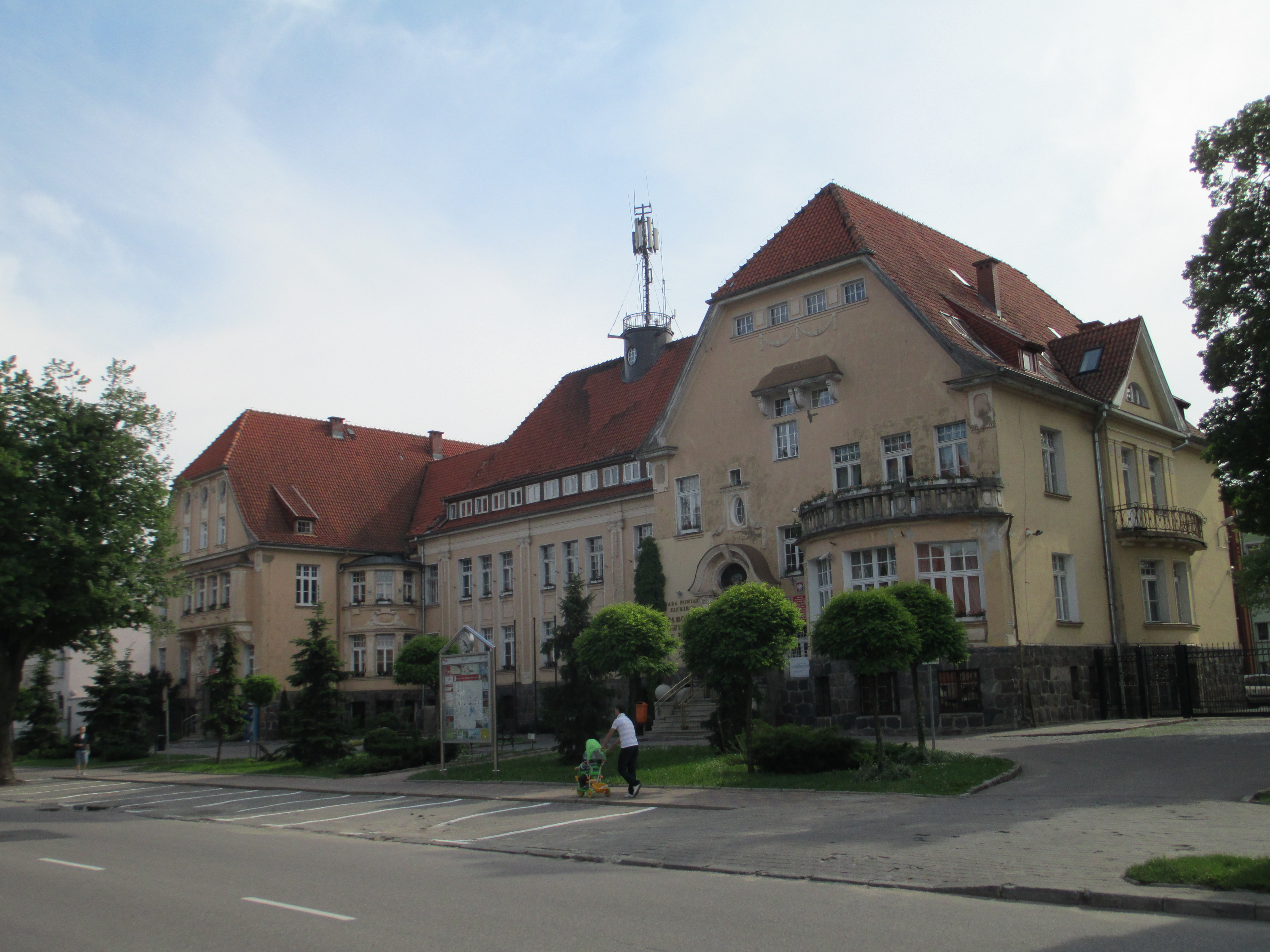
Ратуша, 1912
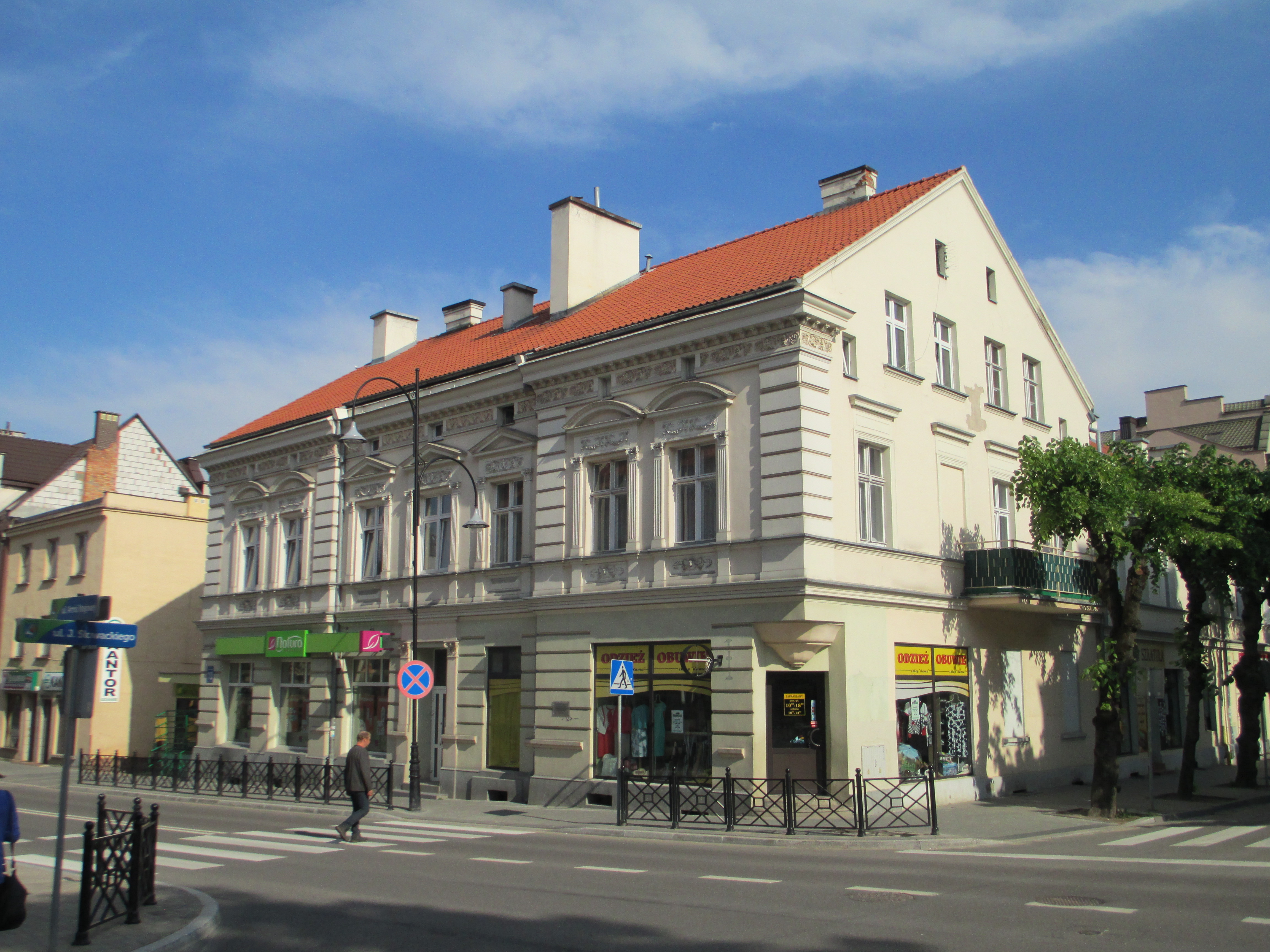
Дом на центральной улицы Армии Крайовы (до 1945 Гинденбургштрассе)
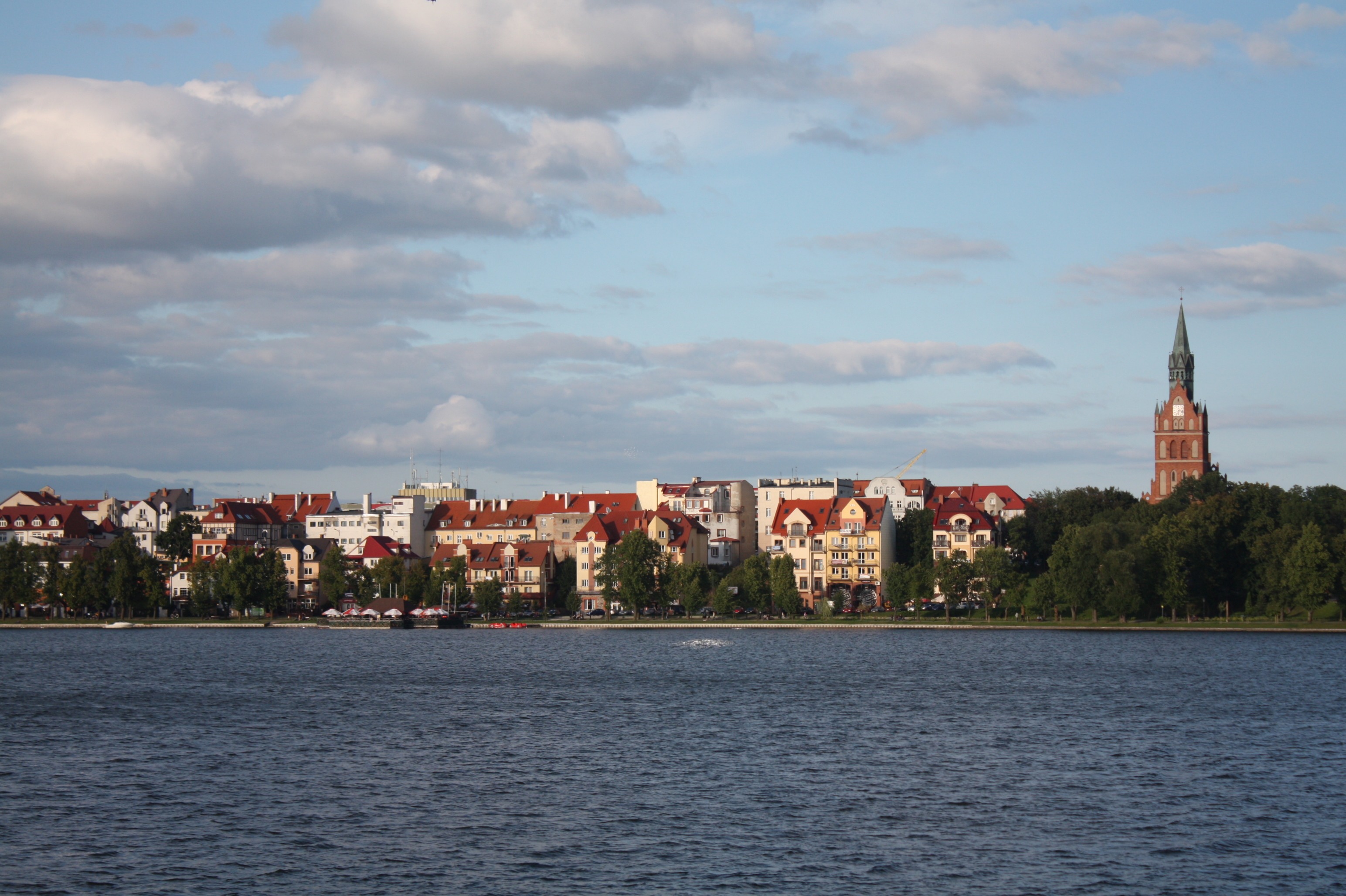
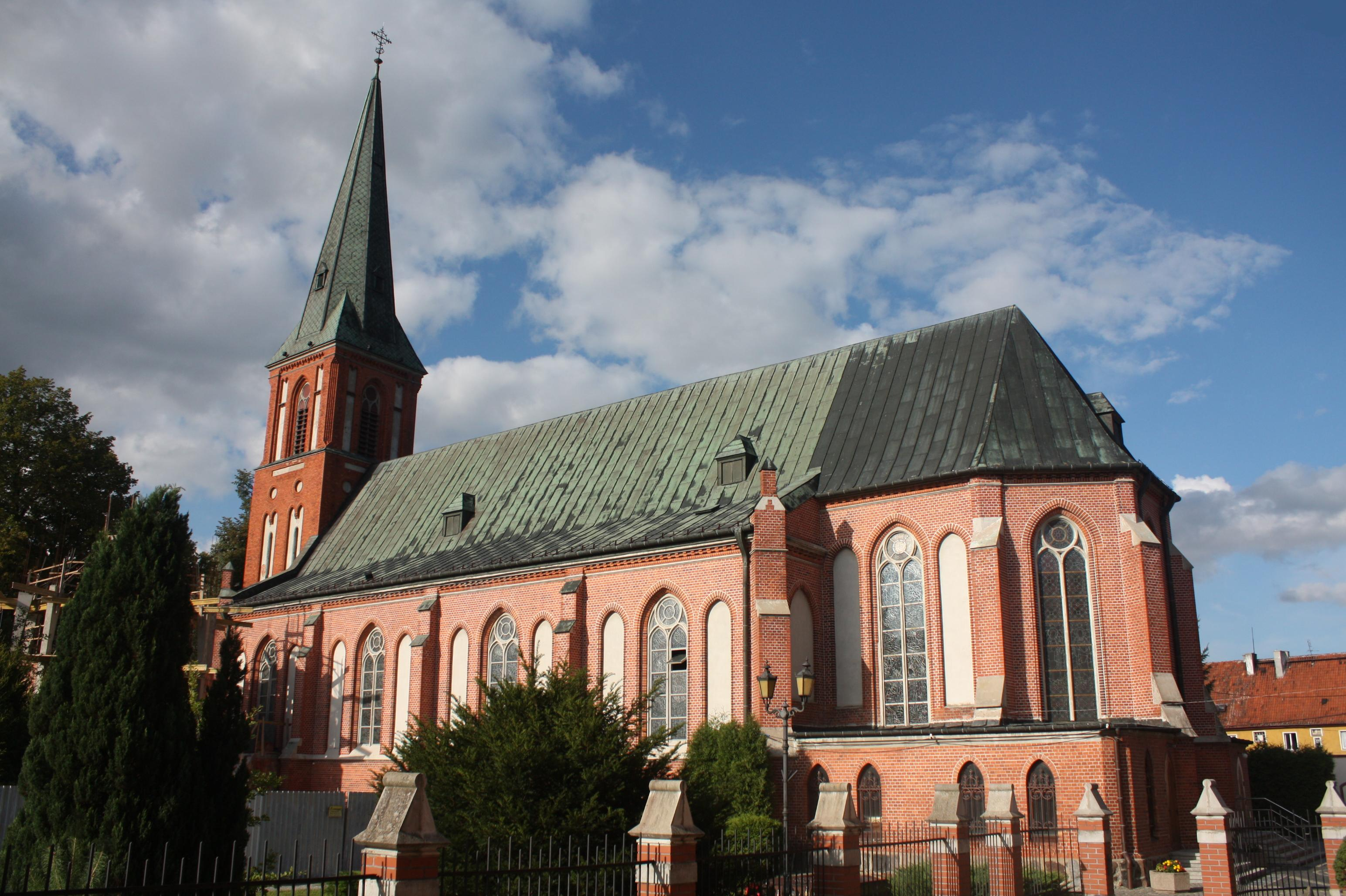
Элкский собор
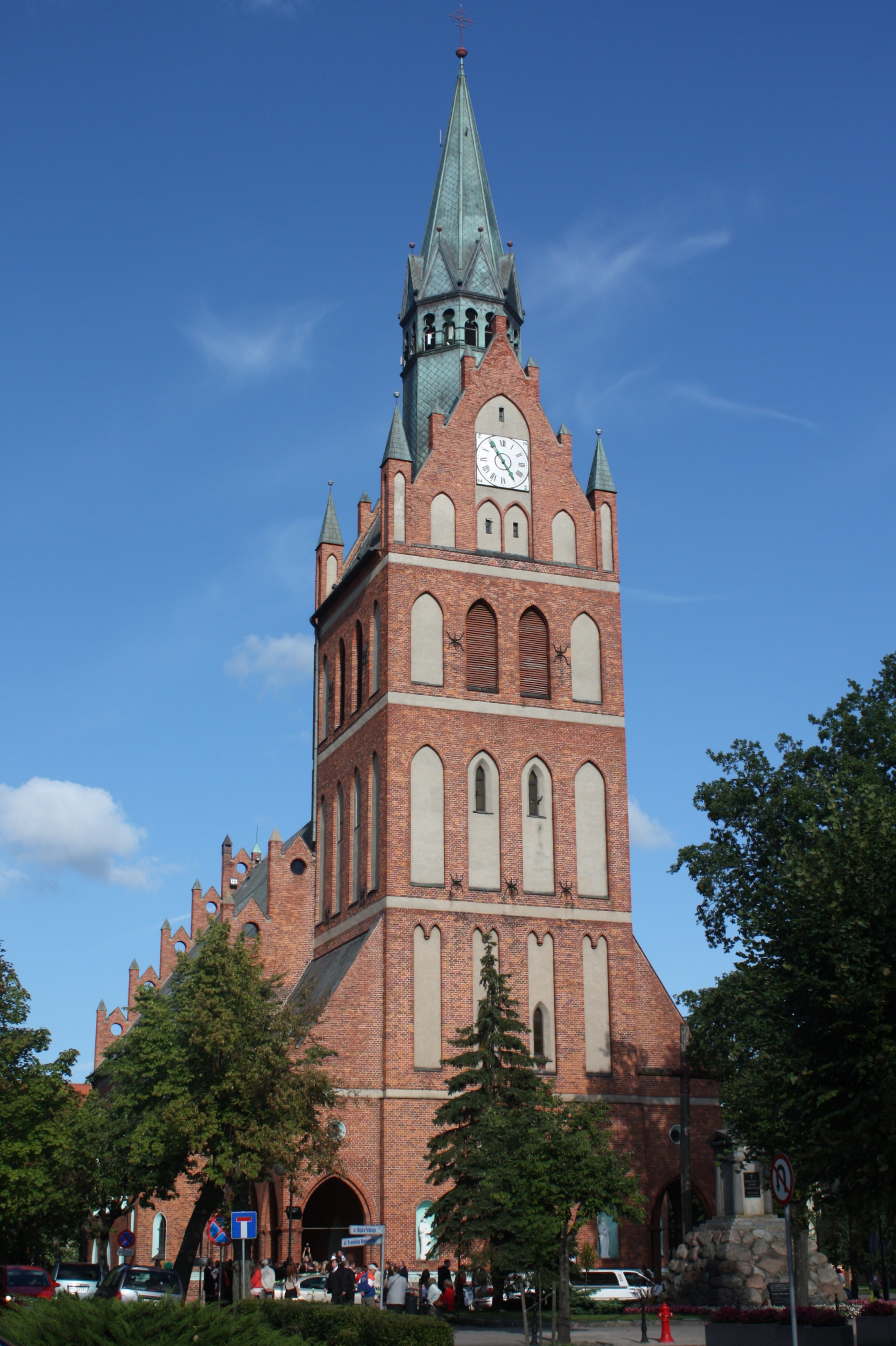
Церковь Святого Сердца
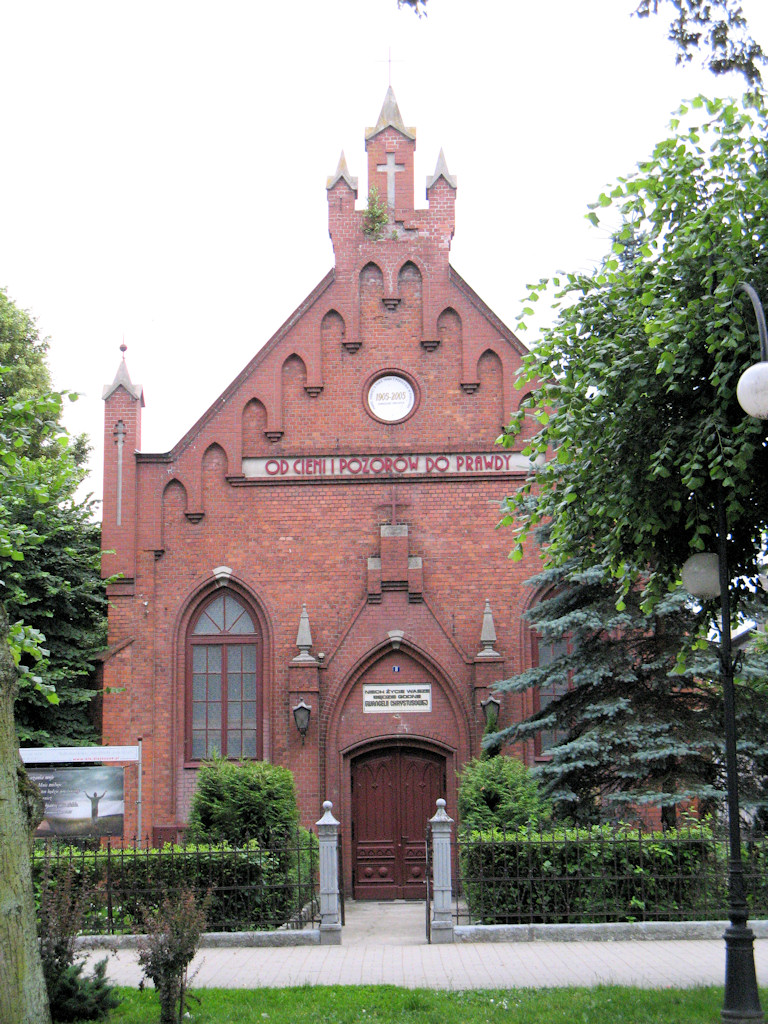
Баптистская церковь
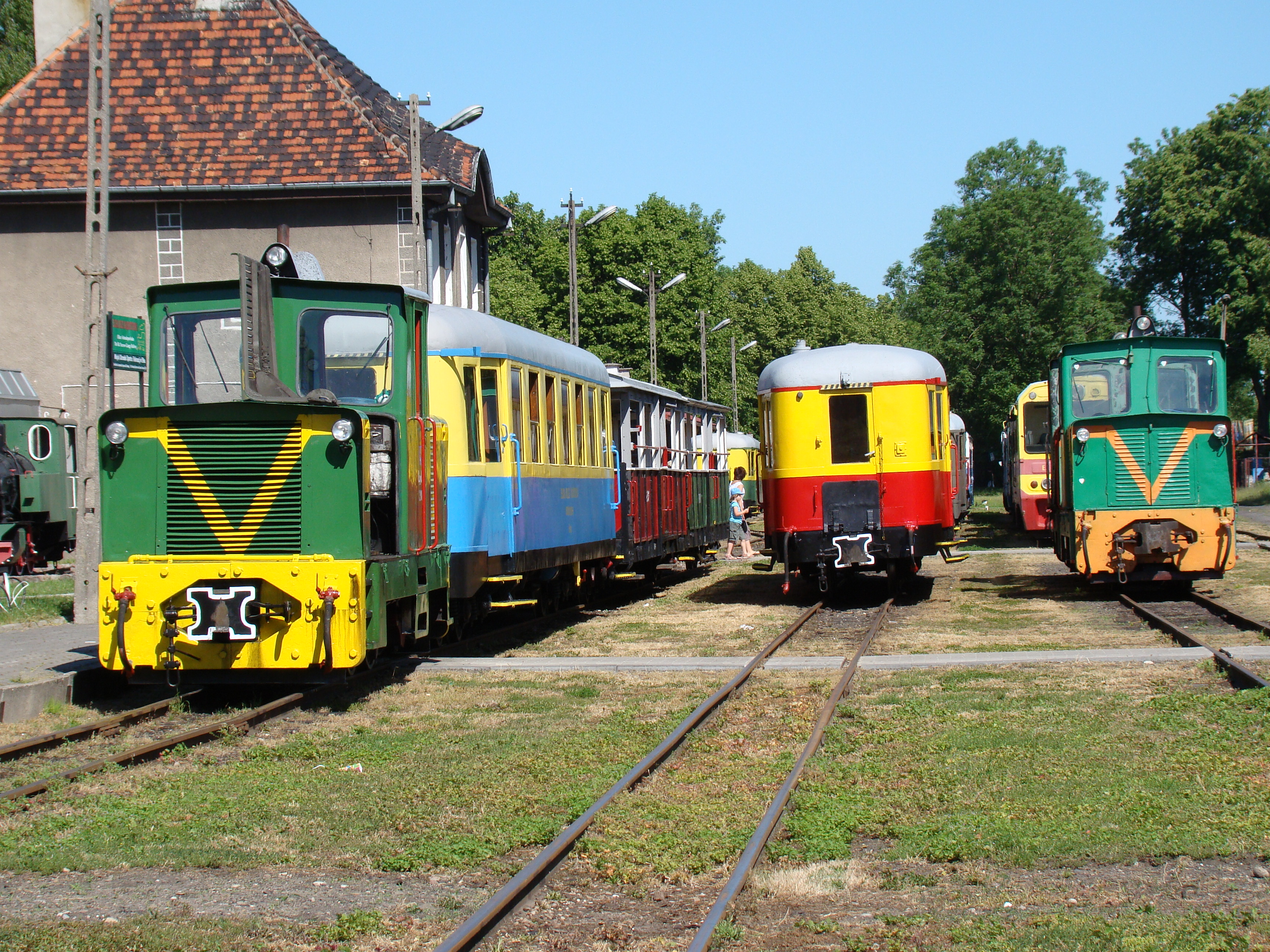
Узкоколейная железная дорога